# Сакубітрил
Сакубітрил (англ. Sacubitril, лат. Sacubitril) — синтетичний лікарський препарат, який відноситься до групи антигіпертензивних препаратів, та за механізмом дії є інгібітором неприлізину.

## Фармакологічні властивості
Сакубітрил — синтетичний лікарський засіб, який відноситься до групи антигіпертензивних препаратів. Механізм дії препарату полягає у інгібуванні ферменту неприлізину, який спричинює розпад натрійуретичного пептиду, брадикініну та адреномедуліну. Застосування сакубітрилу спричинює збільшення концентрації цих біологічно активних речовин, що зменшує активацію нейрогуморальних систем, які беруть участь у розвитку вазоконстрикції, затримки натрію й патологічному ремоделюванні серця, наслідком чого є зниження артеріального тиску та зниження вираженості серцевої недостатності. Сакубітрил застосовується у комбінації з валсартаном для лікування серцевої недостатності зі зниженою фракцією викиду з одночасною гіпертонічною хворобою, а також при супутньому цукровому діабеті. Проте частина досліджень не довели ефективність застосовання сакубітрилу при серцевій недостатності зі зниженою фракцією викиду, також не доведено ефективність застосування препарату при серцевій недостатності з нормальною фракцією викиду.

### Фармакокінетика
Сакубітрил швидко всмоктується при пероральному застосуванні, максимальна концентрація препарату в крові досягається за 1 годину після прийому. Препарат швидко метаболізується до свого активного метаболіту, максимальна концентрація якого в крові спостерігається через 2 години після прийому сакубітрилу. Біодоступність сакубітрилу складає 60 %. Препарат добре (на 94–97 %) зв'язується з білками плазми крові. Метаболізується сакубітрил у печінці. Виводиться препарат із організму переважно з сечею (52-68 %), частково з калом (32-47 %). Період напіввиведення сакубітрилу становить 1,43 години, період напіввиведення активного метаболіту становить 11,48 години, цей час може збільшуватися при виражених порушеннях функції печінки або нирок.

## Показання до застосування
Сакубітрил у комбінації з валсартаном застосовується при серцевій недостатності зі зниженою фракцією викиду.

## Протипокази
Сакубітрил протипоказаний при підвищеній чутливості до препарату, одночасному застосуванні з інгібіторами АПФ, наявність набряку Квінке в анамнезі при застосуванні інгібіторів АПФ або інгібіторів рецепторів ангіотензину-II, спадковому набряку Квінке, при важких порушеннях функції печінки або нирок, у II та III триместрі вагітності.

## Форми випуску
Сакубітрил випускається у комбінації з валсартаном у таблетках по 24,3 мг сакубітрилу і 25,7 мг валсартану, по 48,6 мг сакубітрилу і 51,4 мг валсартану, та по 97,2 мг сакубітрилу і 102,8 мг валсартану.